# Chemini
Chemini (în arabă شميني) este o comună din provincia Béjaïa, Algeria.
Populația comunei este de 15.274 de locuitori (2008).